# دریاچه بوکون
دریاچه بوکون (انگلیسی: Bokon) یک دریاچه در سرزمین خاباروفسک کشور روسیه است.